# Aletopelta
Aletopelta ist eine Gattung der Vogelbeckensaurier (Ornithischia) aus der Gruppe der Ankylosauria.

## Merkmale
Aletopelta war mit geschätzten vier Metern Länge ein mittelgroßer Ankylosaurier, der durch einen unvollständigen Skelettfund bekannt ist. So wurden einzelne Zähne, Teile des Schultergürtels, des Beckens, der Gliedmaßen, einzelne Rippen und Wirbel sowie zahlreiche Knochenplatten (Osteodermen) gefunden. Wie bei allen Ankylosauria war der Rumpf von Aletopelta mit einer Panzerung aus Knochenplatten bedeckt. Die Beckenregion war dabei mit einem Schild aus miteinander verbundenen, vieleckigen Platten versehen und auf der Schulterregion wies er dickere Platten und auch Stacheln auf. Auch der Nacken und der Schwanz waren durch Osteodermen geschützt. Wie alle Ankylosauria war er ein stämmiger Dinosaurier, der sich quadruped (vierbeinig) fortbewegte. Die Gliedmaßen waren kurz und kräftig, auffällig sind die gegenüber den Unterschenkeln deutlich verlängerten Oberschenkelknochen. Der Schädel dieses Dinosauriers ist nicht bekannt, lediglich einzelne Zähne sind erhalten, diese waren auffallend breit. Wie alle Ankylosaurier hat sich Aletopelta von Pflanzen ernährt.

## Entdeckung und Benennung
Die fossilen Überreste von Aletopelta wurden in der Point-Loma-Formation nahe Carlsbad im Süden des US-Bundesstaates Kalifornien entdeckt und 2001 erstbeschrieben. Die Funde stammen zwar aus marinen Sedimenten, dennoch hat Aletopelta wie alle Ankylosaurier auf dem Festland gelebt – vermutlich wurde der Kadaver nach dem Tod des Tieres ins Meer gespült. Der Name geht auf die griechischen Wörter aletes („wandernd“) und pelta („Schild“) zurück, Typusart und einzig bekannte Art ist A. coombsi.
Die Funde werden in die Oberkreide (spätes Campanium) auf ein Alter von rund 76 bis 72 Millionen Jahre datiert.

## Systematik
Die systematische Einordnung von Aletopelta innerhalb der Ankylosauria ist umstritten. Ursprünglich hielt man ihn für einen Vertreter der Nodosauridae, die Erstbeschreiber ordnen ihn hingegen aufgrund der Form der Knochenplatten in die Ankylosauridae ein. Andere Quellen halten die Funde für eine genaue Einordnung zu spärlich.

## Belege
- Matthew K. Vickaryous, Teresa Maryańska, David B. Weishampel: Ankylosauria. In: David B. Weishampel, Peter Dodson, Halszka Osmólska (Hrsg.): The Dinosauria. 2nd edition. University of California Press, Berkeley CA u. a. 2004, ISBN 0-520-24209-2, S. 363–392.